# Bengt Lundvall
Bengt Gustaf Gottfrid Lundvall, född 30 oktober 1915 i Björkängs församling i Skaraborgs län, död 30 november 2010 i Undenäs församling i Västra Götalands län, var en svensk sjöofficer (amiral) och marinchef 1970–1978.

## Biografi
Lundvall avlade studentexamen i Skövde 1934. Han avlade sjöofficersexamen vid Kungliga Sjökrigsskolan 1938 och utnämndes samma år till fänrik i flottan, varefter han befordrades till löjtnant 1940. Han utbildade sig för tjänstgöring på ubåt och gjorde ubåtstjänst under andra världskrigets neutralitetsvakt och några år efter krigets slut. Han specialiserade sig även på samband, radio, radar och stridsledning. Åren 1944–1946 gick han Allmänna kursen och Stabskursen vid Kungliga Sjökrigshögskolan, varpå han befordrades till kapten 1946 och gick han Long Communication  Course vid en militär skola i Storbritannien. Han tjänstgjorde vid Marinstaben 1950–1958, först som chef för Förbindelseavdelningen och sedan som chef för Planeringsavdelningen 1957–1958. Han befordrades till kommendörkapten av andra graden 1954 och kommendörkapten av första graden 1957. Han var fartygschef på Älvsnabben under dess sommarresa 1957. Vid denna tid tjänstgjorde han också i staben hos chefen för Kustflottan. Åren 1958–1961 var han chef för Planeringsavdelningen vid Försvarsstaben. År 1961 befordrades han till kommendör, varefter han var chef för Operationsledningen i Försvarsstaben 1961–1964. Han befordrades till kommendör av första graden 1964 och var souschef i Försvarsstaben 1964–1966, varefter han befordrades till konteramiral 1966 och var stabschef i Östra militärområdet 1966–1970. År 1970 befordrades han till viceamiral, varefter han var chef för marinen 1970–1978 innan han som amiral inträdde reserven 1978.
Lundvall var militär expert i Storflygplatskommittén 1956 samt i 1960 och 1962 års försvarskommittéer. Han var sjömilitär medarbetare i Svenska Dagbladet 1957–1964. Han var ledamot av styrelsen för Saléninvest 1976–1982 och av styrelsen för Göta kanalbolag 1978–1984. Lundvall tog initiativ till en polarexpedition till minne av Adolf Erik Nordenskiölds forskningsresa genom Nordostpassagen med fartyget Vega 1878–1880. Lundvall fungerade som operativ chef för expeditionen som kom att genomföras med isbrytaren Ymer under sommarhalvåret 1980. Denna expedition ledde till en pånyttfödelse för svensk polarforskning. Åren 1979–2000 var han ordförande i stiftelsen Ymer 80.
Bengt Lundvall invaldes 1954 som ledamot av Kungliga Örlogsmannasällskapet, utsågs till hedersledamot 1970 och var 1970–1978 sällskapets ordförande. Han invaldes 1963 som i Kungliga Krigsvetenskapsakademien och var akademiens styresman 1973–1975. Han var inspector för föreningen UppSjö 1970–1978.
Bengt Lundvall var son till kontoristen Gottfrid Lundvall och Elna Andersson. Han gifte  sig 1941 med Karin Rydnäs (1920–1998) och de fick barnen Thomas (född 1943), Ylva (född 1945) och Boel (född 1949).

### Utmärkelser
- Riddare av första klass av Svärdsorden, 1956.[11]
- Kommendör av Svärdsorden, 1964.[12]
- Kommendör av första klass av Svärdsorden, 1967.[13]
- Kommendör med stora korset av Svärdsorden, 1972.[14]
- Storkorset av Norska Sankt Olavs orden, 1974.[15]